# Much Cowarne
Much Cowarne lub Much Cowardne – wieś i civil parish w Anglii, w hrabstwie Herefordshire. W 2011 roku civil parish liczyła 463 mieszkańców. Much Cowarne jest wspomniana w Domesday Book (1086) jako Cuure.